# RuneQuest

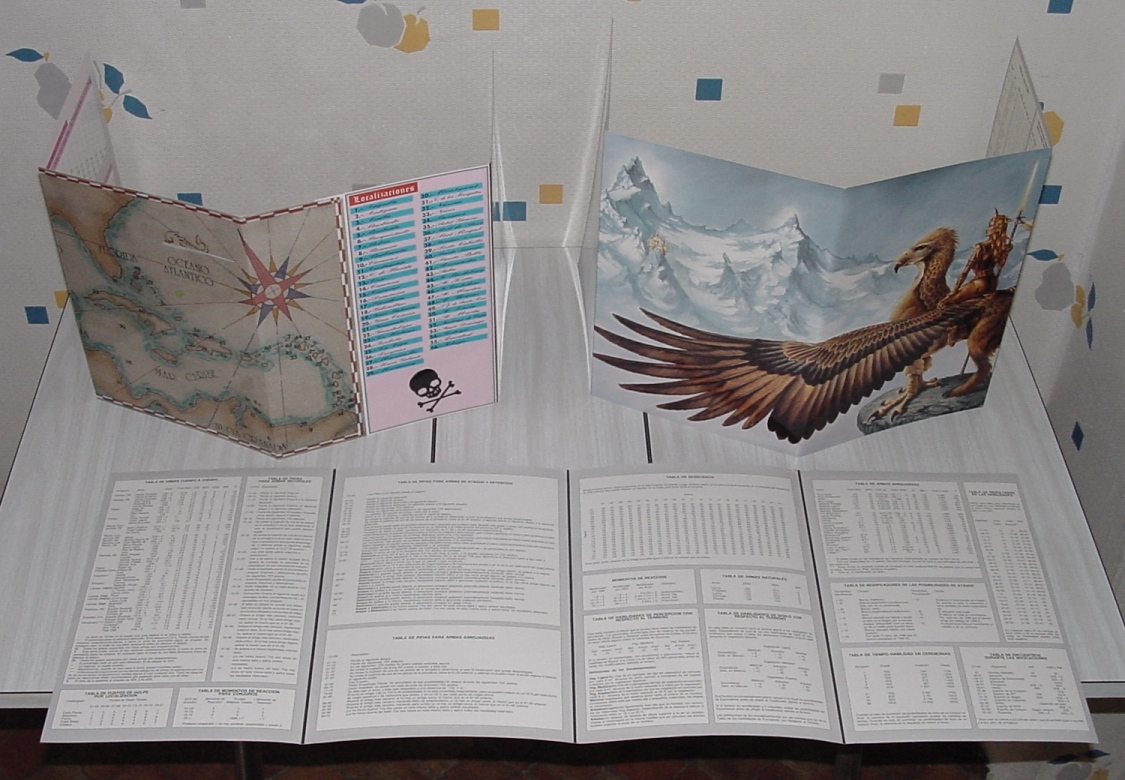
Al fondo, a la izquierda: la pantalla del máster del juego de rol español ¡Piratas!. Al fondo, a la derecha: la versión francesa de la pantalla del máster de RuneQuest (Oriflam, 1991). En primer plano, completamente desplegada, con la cara interior hacia arriba, la versión española de la pantalla del máster de RuneQuest (Joc Internacional, 1989).

RuneQuest («la búsqueda de las runas» en inglés, a veces abreviado con las siglas RQ) es un juego de rol que Chaosium publicó por primera vez en Estados Unidos en 1978. El proyecto del juego había sido lanzado en 1976 por Greg Stafford (quien entonces era presidente y fundador de Chaosium) para que la editorial publicara un juego de rol ambientado en el universo de fantasía de Stafford: Glorantha. Para ello Stafford reunió al equipo de diseñadores que crearon el sistema de juego de RuneQuest, Steve Perrin, Ray Turney, Lynn Willis, Sandy Petersen, Steve Henderson y Warren James. La edición más reciente del juego es la publicada en julio de 2012 bajo el título de RuneQuest 6.

## Historia

### Gestación y nacimiento
Los orígenes de RuneQuest remontan a 1966, antes incluso del nacimiento de los juegos de rol. En aquel año Greg Stafford estudiaba su primer año de facultad en la universidad de Beloit (Beloit College, Wisconsin, Estados Unidos). Apasionado por el tema de la mitología escribió la historia de Snodal, príncipe de Fronela, y para dar un soporte coherente a esta historia ideó todo un mundo imaginario al que llamó Glorantha. Una vez acabados sus estudios, a principios de los años 70, Stafford buscó un editor que le publicara un juego de tablero situado en Glorantha (White Bear and Red Moon, «oso blanco y luna roja») y al no encontrarlo decidió fundar su propia editorial. Así nació Chaosium en 1975 y aunque un año antes (en 1974) Stafford ya había descubierto el primer juego de rol de la historia (Dungeons & Dragons) sus esfuerzos editoriales se concentraron primero en sus juegos de tablero. Fue así como Chaosium publicó primero White Bear and Red Moon en 1975. En aquella época Stafford vivía en Albany (California), donde encontró a Hendrik Jan Pfeiffer, un antiguo compañero de instituto que se apasionaba por Dungeons & Dragons. Fue con Pfeiffer con quien Stafford jugó su primera partida de Dungeons & Dragons. Más tarde Pfeiffer y dos amigos suyos, los hermanos Art y Ray Turney, intentaron adaptar Dungeons & Dragons al mundo de White Bear and Red Moon, pero el resultado no fue satisfactorio para Stafford. Este proyecto de creación de juego de rol fue abandonado hasta que una noche de 1976 Stafford asistió a una fiesta que el escritor de ciencia ficción Paul Zimmer ofrecía en su propia casa, a la que Zimmer llamaba «Greyhaven». En esa fiesta Stafford conoció a Clint Bigglestone, quien lo reconoció como autor de White Bear and Red Moon. Bigglestone también jugaba a Dungeons & Dragons y propuso a Stafford que conociese a sus jugadores: Steve Perrin, Steve Henderson y Warren James. Todos eran miembros de la Society for Creative Anachronism («Sociedad para el Anacronismo Creativo»), una asociación de apasionados de la Edad Media que representaban tanto los combates de aquella época como la jerarquía de las sociedades medievales. Durante aquella conversación en Greyhaven, Bigglestone, Perrin, Henderson y James dijeron a Stafford que estaban interesados en crear y publicar un juego de tablero sobre Dungeons & Dragons. Stafford les contestó que a él no le gustaba Dungeons & Dragons pero poco a poco germinó de nuevo la idea de crear juntos un nuevo juego. De los hermanos Turney Ray era el único que no había abandonado la idea de crear un juego para Chaosium así que a él se unieron Perrin, Henderson y James. Este nuevo equipo trabajó a lo largo de 1977 para dar forma definitiva al nuevo juego, que según Stafford debía ser el juego de rol que Chaosium publicase para jugar a rol en Glorantha. Una de las novedades en términos de sistema de juego fue la de utilizar un dado porcentual para determinar las habilidades de los personajes jugadores. Al unirse al grupo Steve Perrin se convirtió en una especie de jefe de proyecto, de hecho fue Perrin quien bautizó el juego con el nombre de RuneQuest, basándose en un artículo que Stafford había publicado en la revista Wyrm's Footnotes y en el que describía la importancia de las runas en el mundo de White Bear and Red Moon. Esta revista, Wyrm's Footnotes («notas del wyrm a pie de página»), fue editada por Chaosium a lo largo de catorce números entre 1976 y 1995. Al principio fue una publicación complementaria para White Bear and Red Moon pero a partir del número 11, en 1981, se convirtió en la revista oficial de RuneQuest. Finalmente la primera edición de RuneQuest vio la luz en 1978.

### Apogeo y decadencia
RuneQuest obtuvo un gran éxito, por ejemplo en un país como el Reino Unido llegó a convertirse en el segundo juego de rol más jugado después de Dungeons & Dragons. La segunda edición de RuneQuest fue editada en 1979 y la tercera lo fue en 1984 (la versión estándar de esta tercera edición es la que fue traducida y publicada en España por la editorial Joc Internacional en 1988). En esta tercera edición, y para tener una mayor distribución, Chaosium decidió ceder los derechos del nombre y de la publicación del juego a Avalon Hill, que en aquella época era un gigante de los juegos de guerra. Chaosium por su lado conservaba todos los derechos sobre el material que se publicase sobre Glorantha pero las relaciones entre Chaosium y Avalon Hill se deterioraron mucho pues Avalon Hill no respetó algunas partes del contrato. Por ejemplo los nombres de los autores habían sido omitidos en la caja del juego, los suplementos de Glorantha no se publicaban al ritmo que Chaosium había establecido y el dinero que Avalon Hill había prometido invertir en la promoción del juego no fue invertido. Además Avalon Hill impuso que Glorantha, el universo de juego propio de RuneQuest, fuese una posibilidad entre dos, la otra siendo un universo completamente inventado para la tercera edición: con esta edición los jugadores y directores de juego podían ahora elegir, como universo de juego, entre Glorantha por un lado y una Europa y un Asia alternativas por el otro. Estas «Europa y Asia alternativas» (llamadas en inglés Fantasy Europe, Fantasy Asia o también Alternate Earth, «Tierra alternativa») estuvieron concebidas como una mezcla de fantasía y realidad histórica situada entre finales de la Edad Antigua y principios de la Edad Media. Al igual que las dos ediciones precedentes la tercera edición fue vendida en formato de caja, pero en diferentes versiones que desorientaron a los jugadores. Muchos fanes de RuneQuest no se adaptaron a esta tercera edición y acabaron por abandonar el juego. Por petición de un cierto número de jugadores una reimpresión en formato de libro de «tapa blanda» fue lanzada en 1993. Una cuarta edición de RuneQuest fue proyectada en 1994 por Avalon Hill, pero el proyecto fue abandonado y la de 1993 fue la última edición del juego realizada por Avalon Hill. En 1995 Greg Stafford envió una carta a Avalon Hill anunciando el cese del contrato, lo que implicaba, si no la pérdida de los derechos sobre los textos contenidos en RuneQuest al menos sí la pérdida de su marca registrada y de los derechos de publicación del juego.
En 1998 Avalon Hill fue comprada por Wizards of the Coast, quien a su vez se convirtió en una división de Hasbro en 1999, lo que dejaba bloqueada indefinidamente toda posibilidad de reeditar RuneQuest pues Chaosium no había recuperado todavía los derechos del juego. Sin embargo, en ese mismo año de 1999, una asociación de mecenas y apasionados de Glorantha (la Glorantha Trading Association) reunió los fondos necesarios para que Greg Stafford y su recién fundada editorial Issaries, Inc. pudieran publicar un nuevo juego de rol ambientado en Glorantha, y así nació Hero Wars. Este juego fue publicado con algunos errores y en 2003 Issaries lo reemplazó por otro juego de rol, HeroQuest, después de haber recuperado los derechos sobre la marca registrada HeroQuest, que Stafford había reservado veinte años antes y que hasta entonces había sido utilizada por la editorial Games Workshop para su juego de tablero de mismo nombre. El universo del juego de tablero de Games Workshop nada tenía que ver con Glorantha, era una sencilla adaptación del universo propio de los juegos de Games Workshop, el llamado universo Warhammer Fantasy. En lo que se refiere tanto a sus respectivas reglas de juego como a la deposición de sus marcas registradas, Hero Wars y HeroQuest son muy diferentes de RuneQuest. Son tres juegos de rol diferentes que comparten un mismo universo, Glorantha, y cabe decir que desde 1993 hasta 2006 RuneQuest estuvo en un punto muerto, sin ser reeditado oficialmente en ningún momento.

### Resurgimiento deRuneQuest
En 2003, años después de haber cedido los derechos de RuneQuest a Avalon Hill, aparte de recuperar los derechos sobre la marca registrada HeroQuest Greg Stafford también recuperó por fin los derechos sobre la marca RuneQuest para cuenta de su nueva editorial Issaries Inc., pues había abandonado Chaosium para fundar Issaries Inc. en 1998. Esto permitió que otra editorial, Mongoose Publishing, lanzara una nueva edición del juego en 2006, pero bajo licencia de Issaries. Es por eso que hay hoy en día dos juegos de rol ambientados en el mundo de Glorantha: HeroQuest (publicado conjuntamente por Moon Design Publishing y Steve Jackson Games) y RuneQuest (publicado por Mongoose Publishing). Ambos juegos de rol, HeroQuest y RuneQuest, están pues publicados por sus respectivas editoriales pero bajo licencia de Issaries, Inc. A esta cuarta edición de RuneQuest se la ha llamado también «edición OGL», del inglés Open Game License («Licencia de Juego Abierto»), pues su sistema de reglas está en parte libre de derechos («juego abierto» es aquí sinónimo de «juego libre de derechos»). Una nueva edición por Mongoose Publishing, actualmente la más reciente, ha visto la luz en enero de 2010 con el título de RuneQuest II. Una diferencia importante de estas dos ediciones de Mongoose Publishing con las ediciones anteriores es la época de juego: las ediciones anteriores se jugaban durante la Tercera Edad de Glorantha mientras que las ediciones de Mongoose Publishing se juegan durante la Segunda Edad. Ninguna de las dos ediciones de RuneQuest de Mongoose Publishing ha sido aún traducida al castellano.

## Sistema de juego

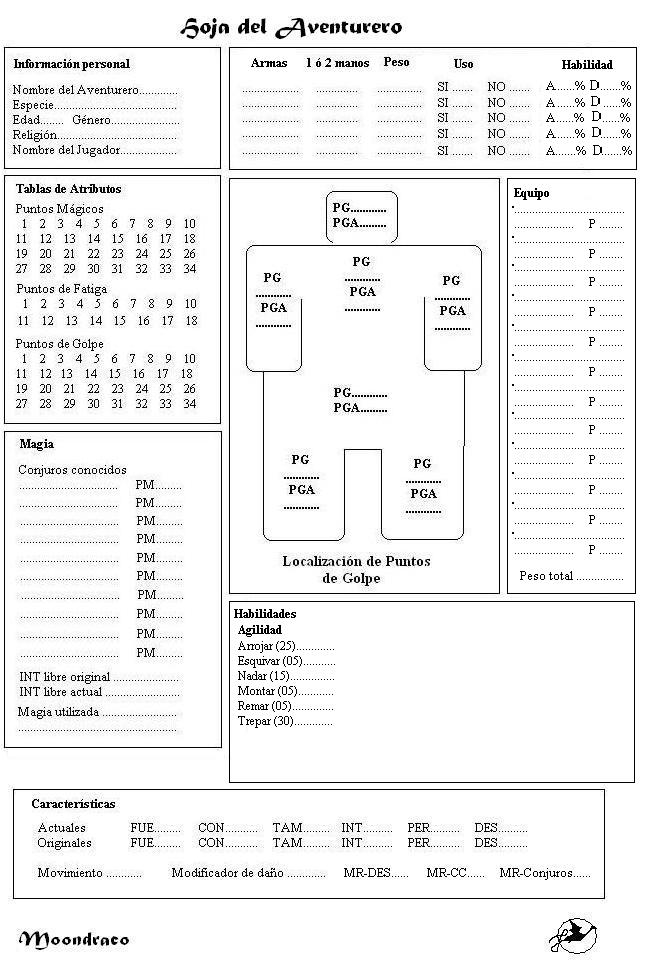
Hoja de personaje alternativa concebida por un aficionado para el juego de rol RuneQuest.

Las reglas de RuneQuest, desde que fueron publicadas en su forma original en 1978, introdujeron su propio sistema de juego, publicado como sistema genérico en 1980 bajo el título Basic Role-Playing (a menudo abreviado en BRP). Publicado en formato de libreto grapado, el libreto de BRP estuvo en sus primeras ediciones incluido en las cajas de otros juegos (como RuneQuest) y no fue publicado independientemente hasta 2002. Las normas genéricas de BRP han sentado las bases de juegos de rol, como La llamada de Cthulhu, Stormbringer, Nephilim, Ringworld o Elric.
El sistema de BRP está basado esencialmente en el uso de un dado de cien para resolver las acciones de los personajes. A estos efectos las habilidades de los personajes están expresadas mediante un porcentaje y el éxito en una acción relacionada con una de esas habilidades se obtiene cuando un jugador realiza una tirada de dado de cien igual o inferior al porcentaje que su personaje tiene en la habilidad en cuestión. Si por ejemplo un personaje tiene un 25% en «montar» y su caballo se encabrita, el personaje retomará el control del animal si su jugador obtiene una tirada igual o inferior a 25. Otro personaje que tuviera 85% en «montar» sería evidentemente mejor jinete, pues su jugador tendría menos dificultad en obtener 85 o menos en su tirada de dado de cien. Los porcentajes atribuidos a las habilidades se ven sin embargo modificados según las condiciones en las que se encuentre el personaje. Los modificadores, positivos o negativos, los decide en general el director de juego. Si por ejemplo el personaje que tiene 85% en «montar» empuña una espada con una mano mientras sostiene las riendas con la otra, el director de juego puede decidir que sus tiradas de «montar» sufran de un modificador negativo de 10% (su 85% se ve entonces reducido a un 75%).
Además del sistema porcentual, que es el que rige las resoluciones de acciones, el sistema de juego de RuneQuest prevé otras reglas para otros aspectos del juego, como el combate (con armas de combate cuerpo a cuerpo, arrojadizas, de proyectil etc.), la magia (uno de los elementos propios de Glorantha, así como de otros universos de fantasía), los efectos de la sed, el hambre o el envejecimiento en los personajes, los efectos de venenos, enfermedades o incendios, la navegación y el combate naval y un largo etc.

## Creación de personajes
El sistema de RuneQuest parte de crear un personaje aleatoriamente a partir de unas características, que en el libro básico de la edición española de 1988 (traducida de la edición estándar estadounidense, de 1986) eran Fuerza (FUE), Destreza (DES), Constitución (CON), Tamaño (TAM), Inteligencia (INT), Personalidad (PER) y Aspecto (ASP); además de asignarle una cultura y clan determinados, que influyen en sus habilidades y en el tipo de magia que podrá manejar el personaje.
Dependiendo de los valores del personaje en estos parámetros, éste adquirirá ciertos porcentajes básicos en las habilidades listadas por el juego (desde «Cantar» o «Leer» hasta «Trepar»), que luego podrá mejorar mediante la experiencia, el estudio o el entrenamiento. La experiencia adquirida durante el juego se diferencia de la experiencia previa del personaje, es decir, la que éste ya ha adquirido en los años anteriores al momento en que su jugador empieza a interpretarlo. La experiencia previa depende del número de años vividos a partir de los quince años: por cada año vivido después de los quince años el personaje cuenta con 30 percentiles para repartir entre sus habilidades. El juego recomienda que el primer personaje de un jugador empiece con 21 años y que la edad de sus personajes siguientes se calcule sumando 15 a la tirada de dos dados de seis caras (2D6+15). El jugador decide entonces como repartir entre sus habilidades la cantidad de percentiles obtenida mediante la edad inicial de su personaje. Las habilidades mismas están distribuidas en categorías encabezadas por un modificador que se calcula en función de ciertas características. Esto puede sugerir al jugador para inclinar a su personaje hacia un oficio u otro. Alguien con una gran Destreza, poca Personalidad y un Tamaño reducido podría ser un buen ladrón, ya que pasaría inadvertido y sería muy rápido, además de tener altos porcentajes básicos en las habilidades relacionadas con los juegos de manos. Sin embargo, un personaje con una gran Personalidad, una importante Inteligencia y una Destreza media, podría ser un excelente mago, al tener un alto porcentaje básico en las habilidades mágicas.

## Universo de juego
El universo propio de RuneQuest es Glorantha, un mundo de fantasía que Greg Stafford, principal autor del juego, llevaba construyendo desde 1966. No obstante, la tercera edición (1984), por imposición de la editorial que entonces había obtenido los derechos de publicación del juego (Avalon Hill), ofreció la posibilidad de jugar en una Europa y un Asia imaginarias (a veces llamadas en la tercera edición original en inglés Fantasy Europe, Alternate Europe, Alternate Earth etc.). Este universo ficticio improvisado fue propio a la tercera edición y las ediciones ulteriores (que ya no estaban entre las manos de Avalon Hill) no volvieron a mencionarlo ni a relacionarlo con el juego. Con las ediciones de 2006 y 2010, ambas de Mongoose Publishing, RuneQuest volvió a estar ambientado por defecto en Glorantha. La diferencia de las tres primeras ediciones con las ediciones de Mongoose Publishing es que las tres primeras (1978, 1979 y 1984) ambientaban el juego en la Tercera Edad de Glorantha mientras que las de Mongoose Publishing (2006 y 2010) lo ambientan en la Segunda Edad.
También, y a modo de alternativa, Mongoose Publishing ha publicado algunos suplementos para poder jugar a RuneQuest en otros universos de ficción, como por ejemplo los Reinos Jóvenes del escritor británico Michael Moorcock, el universo de historieta de Sláine, el mundo de la piratería etc.

## Especies interpretables
Las especies jugables en Glorantha son los humanos, los broos, los aldryami (elfos de Glorantha), los mostali (enanos de Glorantha), los durulz (patos antropomórficos de Glorantha) y los uz (troles de Glorantha).
La tercera edición de RuneQuest, por Avalon Hill, fue la primera en permitir la posibilidad de ambientar el juego en universos de ficción diferentes de Glorantha. Para jugar en otros entornos de fantasía que no fueran solamente Glorantha la tercera edición incluyó pues a los hobbits, los ogros, los orcos o los centauros como posibles personajes jugadores, entre otros. Además de la edición de Avalon Hill los suplementos de Mongoose Publishing también han permitido la creación de personajes en otros universos de ficción.

## Ediciones originales estadounidenses
- 1978: primera edición (Chaosium, libreto grapado impreso en tres colores sobre fondo sepia)
- 1979: segunda edición, progresivamente publicada a lo largo de las siguientes versiones:
  - 1979: primer libreto de la segunda edición (Chaosium, libreto grapado impreso en color sobre fondo blanco)
  - 1980: reimpresión de la segunda edición (Chaosium, libro encuadernado en rústica con la ilustración de cubierta de 1979)
  - 1980: reedición de la segunda edición (Chaosium, libro encuadernado en cartoné con cubierta completamente roja)
  - 1980: reedición de la segunda edición (Chaosium, formato de caja conteniendo un libro encuadernado en rústica y tres libretos grapados)
  - 1981: reedición de la segunda edición (Games Workshop, formato de caja conteniendo un libro encuadernado en rústica y tres libretos grapados)
  - 1983: reedición de la segunda edición (Chaosium, formato de caja conteniendo un libro encuadernado en rústica y tres libretos grapados)
- 1984: tercera edición, progresivamente publicada a lo largo de las siguientes versiones:
  - 1984: Deluxe Edition (Avalon Hill, formato de caja conteniendo cinco libros de reglas)
  - 1984: Player's box (Avalon Hill, formato de caja conteniendo los dos primeros libros de reglas)
  - 1984: Gamemaster's box (Avalon Hill, formato de caja conteniendo los tres siguientes libros de reglas)
  - 1986: Standard Edition (Avalon Hill, formato de caja conteniendo dos libros de reglas que resumen los cinco publicados en 1984)
  - 1987: Games Workshop Edition (Games Workshop, edición dividida en dos libros en cartoné: RuneQuest y Advanced RuneQuest)
  - 1993: Deluxe Edition (Avalon Hill, libro encuadernado en rústica reuniendo en un solo ejemplar los cinco libros de reglas de 1984)
- 2006: OGL Edition (Mongoose publishing, libro encuadernado en cartoné, edición publicada bajo licencia de Issaries)
- 2010: RuneQuest II (Mongoose publishing, libro encuadernado en cartoné, edición publicada bajo licencia de Issaries)
- 2012: RuneQuest 6 (The Design Mechanism)

### La primera edición
La primera edición fue publicada en rústica en 1978 con una ilustración de cubierta (pintada por Luise Perenne) que solamente combinaba tres colores de tonos sepia. Esta primera edición no conoció reimpresiones ni reediciones.

### Versiones de la segunda edición
La segunda edición fue la primera en tener una cubierta en color. Su ilustración de portada era la misma que la de la primera edición, pero esta vez coloreada. La segunda edición fue editada dos veces en rústica, la primera en 1979 y la segunda en 1980, ambas con la ilustración coloreada de Luise Perenne. También en 1980 fueron publicadas, de esta segunda edición, dos versiones más: una encuadernada en cartoné («de tapa dura») sin ilustración de cubierta y con únicamente el título Runequest, y otra en formato de caja que contenía un libro de reglas en rústica y tres libretos grapados, Apple Lane (un escenario), FANGS (hojas de personaje ya listas para ser jugadas), Player Aids (un libreto de apoyo al uso del sistema de juego) y Basic Role-Playing (la primera publicación de este sistema genérico). En 1981 Games Workshop, editorial británica, editó una caja que retomaba el mismo contenido que la caja estadounidense de Chaosium de 1980 pero con la segunda edición de Basic Role-Playing. La última reedición de la segunda edición la publicó Chaosium en 1983, también en formato de caja y también retomando los mismos contenidos que en 1980, pero esta vez con la tercera edición de Basic Role-Playing.

### Particularidades de la tercera edición
Los libros de reglas (grapados) que se encontraban en las tres cajas publicadas en 1984 estaban numerados de 1 a 5 y fueron los siguientes:
1. Libro de los Jugadores (Players Book)
2. Libro de Magia (Magic Book)
3. Libro del Master (Gamemaster Book)
4. Libro de Criaturas (Creatures Book)
5. Libro de Glorantha (Glorantha Book)

Los cinco libros solamente se encontraban reunidos en un único producto en el caso de la caja de la Deluxe Edition. Las cajas Player's box y Gamemaster's box se repartieron los libros de forma desigual (libros 1 y 2 en la Player's box y libros 3, 4 y 5 en la Gamemaster's box) por lo que los masters (los directores de juego) acababan siempre por necesitar las dos cajas para poder dirigir sus partidas.
La Standard edition (1986) fue la última publicación de RuneQuest en formato de caja. Los dos libros de reglas que contenía fueron el Rules Book («libro de reglas») y el Spells Book («libro de conjuros» o «de magia») y eran un resumen de los cuatro primeros libros de la edición Deluxe, lo que excluía el libro sobre Glorantha. Puesto que fue esta versión del juego la que fue traducida en España por Joc Internacional el universo de juego de Glorantha penetró menos entre los jugadores de rol españoles si se lo compara con los universos de juegos de rol cuyo libro básico de reglas dejaba claro desde el principio en qué universo se jugaba (como era el caso, por ejemplo, de juegos como El Señor de los Anillos, Star Wars o La llamada de Cthulhu).
Con excepción de los dos libros editados por Games Workshop todos los libros básicos y cajas básicas (es decir, excluyendo los numerosos suplementos) de la tercera edición compartieron una única ilustración de cubierta, pintada por Jody A. Lee.

## Ediciones en España
Cuando aún no estaba traducido al castellano RuneQuest fue presentado y defendido en Barcelona en las JESYR de 1987 (JESYR: Jornadas de Juegos de Estrategia, Simulación Y Rol) por Luis Serrano Cogollor, Javier Serrano Cogollor, Ana Isabel Utande San Juan y Karl Walter Klobuznik, venidos de Madrid del club de rol The Fumbler Dwarf. El éxito de las partidas de RuneQuest organizadas por The Fumbler Dwarf durante aquellas JESYR de 1987 convenció a Francesc Matas Salla (coorganizador de las JESYR y fundador de la editorial Joc Internacional) de negociar con Chaosium una licencia de traducción y distribución del juego en España. Chaosium accedió sin problemas a la cesión de la licencia y los dos libretos grapados de la Standard Edition de 1986 fueron traducidos y publicados en España en octubre de 1988 por Joc Internacional, siendo ambos reunidos en un único libro de tapa dura (mientras que en la edición estadounidense original se encontraban separados, pero en el interior de una única caja). Los traductores del juego fueron Luis Serrano Cogollor y Ana Isabel Utande (ambos del club de rol The Fumbler Dwarf). Bajo el título de RuneQuest el libro estaba subtitulado Juego de Rol de Fantasía y un segundo subtítulo, la palabra básico, anunciaba la existencia de otro libro, el RuneQuest avanzado, que fue publicado al año siguiente. Este RuneQuest avanzado contenía algunas reglas que se encontraban diseminadas en diferentes suplementos originales estadounidenses así como en el libro del master (Gamemaster book) de las tres cajas de 1984 y cuyo material había sido mayoritariamente omitido en la versión estándar de 1986. RuneQuest avanzado, de Joc Internacional, estipulaba en su contraportada que el libro básico era necesario para poder jugar. Ambos, el básico y el avanzado, conservaron para sus respectivas portadas la ilustración original que Jody A. Lee había pintado en Estados Unidos para la tercera edición del juego. Sin embargo, en reimpresiones del libro básico posteriores a mayo de 1991, Joc Internacional reemplazó la ilustración original estadounidense por una ilustración del artista español Das Pastoras.
De los numerosos manuales básicos y suplementos de la tercera edición, publicada por Avalon Hill en Estados Unidos, Joc Internacional tradujo y publicó los libros siguientes (las fechas de publicación no corresponden a las ediciones originales estadounidenses sino a las de Joc Internacional en España):
- RuneQuest básico[16] (octubre de 1988)
- Los Vikingos[17] (febrero de 1989)
- RuneQuest avanzado[18] (abril de 1989)
- El Señor de las Runas[19] (incluye la pantalla del director de juego, junio de 1989)
- La Isla de los Grifos[20] (septiembre de 1989)
- Dioses de Glorantha[21] (noviembre de 1989)
- Apple Lane, el sendero del pomar[22] (marzo de 1990)
- Glorantha, el mundo y sus habitantes[23] (abril de 1990)
- Genertela, encrucijada de las Guerras de los Héroes[24] (marzo de 1991)
- El abismo de la garganta de la serpiente[25] (junio de 1991)
- Secretos antiguos de Glorantha[26] (octubre de 1991)
- El libro de los Trolls, costumbres y secretos de la raza oscura[27] (marzo de 1992)
- El portal de Karshit[28] (julio de 1992)
- Hijas de la Noche, las Crónicas de Santon[29] (noviembre de 1992)
- Tierra de ninjas[30] (abril de 1994)
- La ciudad perdida de Eldarad[31] (marzo de 1995)

En 2014, Runa Digital, una pequeña editorial creada al efecto, editó en español RuneQuest 6 mediante el sistema de micromecenazgo, aunque su distribución quedó limitada a las tiendas y particulares que participaron en la financiación del proyecto.

## Legado histórico
En 1979, satisfecho del sistema de reglas de RuneQuest, Greg Stafford propuso a Lynn Willis (quien había entrado en Chaosium como creador de juegos de tablero) que trabajara con él en una simplificación de las reglas del juego. Esta versión simplificada del sistema de juego de RuneQuest tenía como objetivo servir de base a cuantos juegos de rol publicara Chaosium, es decir ser un sistema genérico que pudiera adaptarse a cualquier universo de juego en el que los jugadores se propusieran jugar. Este libro de reglas fue publicado en 1980 bajo el título Basic Role-Playing («juego de rol básico», o «sistema básico de rol») pero los jugadores de rol, incluso hoy en día, lo conocen más como «BRP», «sistema Chaosium» o «sistema D100» (por estar basado en el uso de un dado de cien). El primer juego de rol independiente de RuneQuest al que Chaosium aplicó el sistema de juego de Basic Role-Playing fue Stormbringer en 1981, seguido poco después en ese mismo año por La llamada de Cthulhu y por algunos otros a partir de 1982. He aquí algunos ejemplos de juegos de rol herederos del sistema de juego de RuneQuest.
- Juegos editados por Chaosium basados en el sistema BRP:
  - Basic Role-Playing (1980)
  - Stormbringer (1981)
  - La llamada de Cthulhu (1981)
  - Worlds of Wonder (1982)
  - Superworld (1983)
  - Ringworld (1984)
  - ElfQuest (1984)
  - Hawkmoon (1985)
  - Nephilim (1992)
  - Elric (1993, una reedición de Stormbringer)

- Ejemplos de juegos de rol españoles basados en el sistema BRP:
  - Aquelarre[33] (1990, editado por Joc Internacional)
  - Far West[34] (1993, editado por M+D Editores)
  - Superhéroes Inc.[35] (1995, editado por Ediciones Cronópolis)
  - Comandos de guerra[36] (solamente las dos primeras ediciones, 1990 y 1994, la tercera -2003- utiliza el Sistema Sombra)

Después de haber trabajado para otras editoriales que Chaosium (a la que abandonó a mediados de los años 80) e incluso para empresas editoras de videojuegos, Steve Perrin, uno de los principales autores de BRP, desarrolló a partir de 2000 un nuevo sistema de juego, al que bautizó con el acrónimo SPQR (Steve Perrin's Quest Rules). Este nuevo sistema de juego es heredero directo de Basic Role-Playing y por lo tanto también del sistema de juego de RuneQuest.